# Simulium robynae
Simulium robynae es una especie de insecto del género Simulium, familia Simuliidae, orden Diptera.
Fue descrita científicamente por Peterson, 1993.